# Nakash Aziz
Nakash Aziz (bengalí: নাকাশ আজিজ, Urdu: ارلاتر ھو ݧݭ) (nacido el 24 de febrero de 1985) es un cantante de plasyback y compositor indio. Ha colaborado con el legendario compositor A.R. Rahman en sus películas como  Highway, Raanjhanaa, Rockstar, Delhi 6 e I in Hindi. Se hizo conocer con sus primeros cortes musicales como "Sari Ke Fall Sa" y "Gandi Baat", esta última que fue interpretada para una película titulada "R ... Rajkumar" (2013) y "Dhating Nach" de película "Phata Poster Nikhla Hero" (2013) todo protagonizado por el actor Shahid Kapoor. Nakash es originario de Moodbidri, un pequeño pueblo cerca de Mangalore, en Karnataka. Pertenece a una familia de cantantes. Trabajó como compositor de música para series de televisión antes de convertirse en un cantante profesional.

## Discografía
| Año  | Canción                          | Película                 | Director musical   | Co-intérpretes                                       |
| ---- | -------------------------------- | ------------------------ | ------------------ | ---------------------------------------------------- |
| 2010 | "Suno Aisha"                     | Aisha                    | Amit Trivedi       | Amit Trivedi, Ash King                               |
| 2012 | "Pungi"                          | Agent Vinod              | Pritam             | Mika Singh, Amitabh Bhattacharya, Pritam Chakraborty |
| 2012 | "Second Hand Jawaani"            | Cocktail                 | Pritam             | Pooja, Neha Kakkar                                   |
| 2013 | "Saree Ke Fall Sa (Touch Karke)" | R... Rajkumar            | Pritam             | Antra Mitra                                          |
| 2013 | "Gandi Baat (Film Version)"      | R... Rajkumar            | Pritam             | Ritu Pathak                                          |
| 2013 | "Dhating Naach"                  | Phata Poster Nikhla Hero | Pritam             | Neha Kakkar                                          |
| 2014 | "Tingu Tingu"                    | Brahma (Kannada film)    |                    | Chaitra H.G.                                         |
| 2014 | "Beqasoor"                       | Lekar Hum Deewana Dil    |                    | Shweta Pandit                                        |
| 2014 | "Afreen"                         | The Hundred Foot Journey |                    | K.M.M.C. Sufi Ensemble                               |
| 2014 | "Yentha Vaaru Gani"              | "Rowdy Fellow"           | Sunny M.R.         | Natasha Pinto                                        |
| 2015 |                                  | Aa Te Kevi Dunniya       | Viju Shah          |                                                      |
| 2015 | "Issak Tarri"                    | "I"                      | A.R.Rahman         | Neeti Mohan                                          |
| 2015 | Ishqaboner Bibi                  | Gánster                  | Jeet Gannguli      | Akriti Kakkar                                        |
| 2015 | Selfie Le Le Re                  | Bajrangi Bhaijaan        | Pritam             | Vishal Dadlani, Pritam                               |
| 2015 | "Songs"                          | Phantom                  | Pritam Chakraborty | Shreya Ghoshal, Kumar Sanu                           |

| Year | Film                       |
| ---- | -------------------------- |
|      | Raaada Rox                 |
| 2012 | No Entry Pudhe Dhoka Aahey |

## Premios
Accomplishment Awards: 2014 - Zee Cine Awards - SA RE GA MA PA Fresh Singing Talent